# Aldo Struyf
Aldo Struyf (Duffel, 14 oktober 1968) is een Belgische zanger, gitarist, bassist en toetsenist die tijdens de Europese tour bandleider was in de band van de Amerikaanse zanger Mark Lanegan. Lanegan woonde een tijdje bij Struyf in, om af te kicken van heroïne.
Zijn eerste single bracht hij uit met de groep Golf.
Struyf speelde bij Buttweiser, Millionaire, Orange Black en Nemo. Tevens speelde hij live mee bij Vive la Fête en Club Moral.
Hij bracht onder het pseudoniem Aldolino opnieuw een eigen single uit en vormde later zijn eigen band Creature with the Atom Brain, waarmee hij drie albums en twee ep's uitbracht vooraleer de stekker uit de groep te halen.
Onder de naam Dobberman vormt hij een dj-duo met Tom Barman.